# Bittium alternatum
Bittium alternatum är en snäckart som först beskrevs av Thomas Say 1822.  Bittium alternatum ingår i släktet Bittium och familjen Cerithiidae. Inga underarter finns listade i Catalogue of Life.